# Gregor Stähli
Gregor Stähli (ur. 28 lutego 1968 w Zurychu) – szwajcarski skeletonista, dwukrotny medalista olimpijski, wielokrotny medalista mistrzostw świata, a także zdobywca Pucharu Świata.

## Kariera
Pierwszy sukces w karierze osiągnął w 1990 roku, kiedy zdobył brązowy medal na mistrzostwach świata w Königssee. W zawodach tych wyprzedzili go jedynie dwaj Austriacy: Andi Schmid oraz Franz Plangger. Na rozgrywanych dwa lata później mistrzostwach świata w Calgary był drugi, a podczas MŚ w La Plagne ponownie zajął trzecie miejsce. Podczas mistrzostw świata w Altenbergu w 1994 roku był już najlepszy, pokonując Schmida i Planggera. Na kolejny medal musiał poczekać sześć lat, kiedy na mistrzostwach świata w Igls zajął drugie miejsce za Niemce Andym Böhme.
W 2002 roku wystartował na igrzyskach olimpijskich w Salt Lake City, zajmując trzecie miejsce. Wyprzedzili go tam Jimmy Shea z USA i Austriak Martin Rettl. Był to pierwszy w historii medal olimpijski dla Szwajcarii w tym sporcie. Następnie zdobył srebrne medale na mistrzostwach Europy w Sankt Moritz w 2003 roku, mistrzostwach Europy w Altenbergu w 2004 roku oraz mistrzostwach świata w Calgary rok później. W 2006 roku wziął udział w igrzyskach olimpijskich w Turynie, ponownie zajmując trzecie miejsce. Tym razem uplasował się za dwoma Kanadyjczykami: Duffem Gibsonem i Jeffem Painem. W tym samym roku zwyciężył na mistrzostwach Europy w Sankt Moritz. Rok później zdobył złoto indywidualnie oraz brąz drużynowo podczas mistrzostw świata w Sankt Moritz. Kolejne dwa medale przywiózł z MŚ w Lake Placid w 2009 roku, gdzie odniósł swoje trzecie indywidualne zwycięstwo, a w drużynie był drugi. W tym samym roku zdobył też brązowy medal podczas ME w Sankt Moritz.
Pierwszy raz na podium zawodów Pucharu Świata Stähli stanął 3 lutego 1990 roku w Igls, zajmując trzecie miejsce. Uległ tam tylko Austriakowi Michaelowi Grünbergerowi. W kolejnych latach wielokrotnie stawał na podium, odnosząc łącznie jedenaście zwycięstw. Najlepsze wyniki osiągnął w sezonie 2001/2002, kiedy triumfował w klasyfikacji generalnej. Był też drugi w sezonach 1991/1992 i 2005/2006 oraz trzeci w sezonie 1992/1993. W 2010 roku zakończył karierę.

## Osiągnięcia

### Igrzyska olimpijskie
- Salt Lake City 2000 – brąz
- Turyn 2006 – brąz

### Mistrzostwa świata
- złoto – 1994, 2007, 2009
- srebro – 1992, 2000, 2005, 2009 (druż.)
- brąz – 1990, 1993, 2007 (druż.)

### Puchar Świata
- 2001/2002 – 1.
- 1991/1992 – 2.
- 2005/2006 – 2.
- 1992/1993 – 3.